# Торханы (Цивильский район)
Торха́ны (чув. Турхан) — деревня в Цивильском районе Чувашии, входит в состав Чурачикского сельского поселения.

## География
Расстояние до Чебоксар 54 км, до районного центра — города Цивильск — 17 км, до ближайшей железнодорожной станции — 16 км.

### Административно-территориальная принадлежность
До 1 октября 1927 года — в составе Чуратчинской волости Цивильского уезда, до 17 марта 1944 года — в Цивильском районе, до 14 июля 1959 года — в Чурачикском районе, позже — вновь в составе Цивильского района:252.

Сельские советы: с 1 октября 1927 года — Чуратчинский, с 17 марта 1944 года — Чурачикский:252.

## История
Деревня появилась в XIX веке как околоток деревни Первая Чуратчикова (ныне не существует) в составе Чуратчинской волости Цивильского уезда.
Жители деревни — чуваши, до 1866 года — государственные крестьяне; занимались земледелием, животноводством, плотницким, стекольным промыслами. В 1931 году образован колхоз «Торхан». По состоянию на 1 мая 1981 года деревня Торханы Чурачикского сельского совета — в составе совхоза «Броневик»:103.

## Название
Название деревни произошло от языческого имени мужчины Торхан.

Широко распространены предания о торханах, управлявших чувашами. В преданиях допускается идеализация этой группы феодалов времени национальной независимости предков чувашей. «Назад тому около тысячи лет жили среди чувашей торханы… Весь народ подчинялся их воле… Торханы строго наказывали провинившихся, а сами должны были учить народ правде и заставлять приносить животные жертвы; <…> Торханы жили в разных местах, оттого во многих местах есть «торханские» луга или поля». «По рассказам здешних чуваш, — писал С. М. Михайлов в 1852 году, — в древние времена были у них особые наездники, называвшиеся торханами, которые, будучи вооружены стрелами, разъезжали верхами… нападали на неприятелей и прогоняли их из своих пределов…». Следовательно, торханы, согласно преданиям, — и местные правители, и служилые люди.— Чувашские исторические предания

### Историческое и прежние названия
Историческое название: Торхан. Прежние названия: Торга́ны (1917—1927), Торха́н-Чура́чăк (1923).

## Население
| 2010 | 2012 |
| ---- | ---- |
| 57   | ↗82  |

Число дворов и жителей: в 1795 — 12 дворов; 1858 — 53 мужчины, 54 женщины; 1897 — 55 мужчин, 63 женщины; 1926 — 36 дворов, 80 мужчин, 98 женщин; 1939 — 99 мужчин, 116 женщин; 1979 — 69 мужчин, 80 женщин; 2002 — 33 двора, 74 человека: 43 мужчины, 31 женщина; 2012 — 37 дворов, 98 человек.
По данным Всероссийской переписи населения 2002 года в деревне проживали 74 человека, преобладающая национальность — чуваши (100 %).

## Инфраструктура
Функционируют ОАО «Броневик», ООО КФХ «Луч» (по состоянию на 2010 год).
Улицы: Зелёная.